# Oestergrenia digitata
Oestergrenia digitata is een zeekomkommer uit de familie Synaptidae. De wetenschappelijke naam van de soort werd in 1815 gepubliceerd door George Montagu.

## Beschrijving
Oestergrenia digitata is een lange, slanke en wormachtige zeekomkommer die 30 cm lang wordt en typisch rood of bruin gekleurd is, met een donkerdere verkleuring op het dorsale oppervlak. De mond is omgeven door 12 tentakels, elk met 2 paar zijvingers. Deze soort heeft geen buisvoeten, het leeft gedeeltelijk of geheel begraven in schoon of modderig zand. Hij reikt met zijn tentakels uit zijn hol om fijne deeltjes organisch afval (detritus) te verzamelen.

## Verspreiding en leefgebied
Deze zeekomkommer komt wijdverbreid voor in de Middellandse Zee, de Adriatische Zee en het noordoostelijke deel van de Atlantische Oceaan aan alle westkusten van de Britse Eilanden, de noordelijke Noordzee rond de Shetlandeilanden, in de Ierse Zee, in het Engelse Kanaal aan de kust van Devon en Cornwall en aan de Franse Atlantische kust. Hij is echter afwezig aan de Franse kant van het Kanaal en in de zuidelijke Noordzee. Wordt gevonden vanaf de lagere kust tot 70 meter diepte.